# Linde van den Heuvel
Linde van den Heuvel, née le 20 septembre 1986 aux Pays-Bas,, est une actrice et humoriste néerlandaise.

## Filmographie[3]

### Cinéma et téléfilms
- 2011 : Soldaat van Oranje : Charlotte
- 2013 : Danni Lowinski (nl) : Anke Brouwers
- 2013-2014 : Het imperium (nl) : Diana Frangelico
- 2014 : Force : Loes van Lieshout
- 2015 : Bluf : Vera
- 2015 : Dokter Tinus : Infirmière
- 2016 : De Zevende Hemel (nl) : Shanti
- 2016-2017 : Centraal Medisch Centrum (nl) : Willemijn Scheffer
- 2017 : Petticoat (série télévisée) (nl) : La réceptionniste
- 2017-2018 : Papadag (nl) : Merle

## Vie privée
Depuis 2010, elle est en couple avec l'acteur Hajo Bruins, de 27 ans son aîné. Elle donne naissance à leur premier enfant, une petite fille (prénommée Magali),.